# Kimberly Prost
Kimberly Prost (4 juni 1958) is een Canadees jurist. Ze begon haar loopbaan als officier van justitie en klom daarna op bij het Ministerie van Justitie. Van 2006 tot 2010 was ze rechter van het Joegoslaviëtribunaal en erna werd ze een ombudsvrouw gelieerd aan de Veiligheidsraad van de Verenigde Naties.

## Levensloop
Prost studeerde van 1976 tot 1978 economie en geschiedenis aan de Universiteit van Manitoba in Centraal Canada. Aansluitend studeerde ze aan dezelfde universiteit rechten en slaagde hier in 1981 als Bachelor of Laws. Gedurende haar loopbaan werd ze opgenomen in de balies van Manitoba (1982), Yukon (1986) en Ontario (1991). Van 1982 tot 1987 was ze officier van justitie in Winnipeg.
Hierna maakte ze carrière binnen het Ministerie van Justitie, waar ze begon als juridisch adviseur binnen de afdeling voor misdaden tegen de menselijkheid en oorlogsmisdaden en kreeg ze over deze afdeling de leiding van 2000 tot 2005. In de zes jaar ervoor had ze de directie over de International Assistance Group van Justitie. Voor het ministerie leidde ze onderhandelingen voor verdragen, adviseerde ze de minister op het gebied van internationaal strafrecht en grondwettelijke zaken, was ze gedelegeerde voor haar land bij de Verenigde Naties en andere internationale organisaties en maakte ze deel uit van de voorbereidingscommissie van het Internationale Strafhof. Ze onderhandelde over veertig uitleveringen tussen Canada en andere rechtsgebieden in de wereld en leverde een belangrijk programma op voor het Gemenebest van Naties die voor een belangrijk deel bijdroeg aan de implementatie van resolutie 1373 die kort na de aanslagen op 11 september 2001 was aangenomen door de Veiligheidsraad van de Verenigde Naties. Hierna had ze nog een jaar de leiding over de juridische adviesafdeling van het VN-Bureau voor Drugs en Criminaliteit.
Van 2006 tot 2010 was ze rechter ad litem van het Joegoslaviëtribunaal in Den Haag. Hier was ze betrokken bij de zaak tegen Dragan Jokić en het groepsproces tegen Vujadin Popović, Ljubiša Beara, Drago Nikolić, Ljubomir Borovčanin, Radivoje Miletić, Milan Gvero en Vinko Pandurević. Hier werden hoge straffen geveld, met voor Popović en Beara een levenslange gevangenisstraf.
Sinds juni 2010 is ze ombudsvrouw voor de Sanctiecommissie voor Al Qaida en Taliban van de Veiligheidsraad, waarin ze de commissie adviseert over de verzoeken van individuele personen en organisaties die klagen tegen internationale sacties, zoals het bevriezen van bankrekeningen en het opleggen van reisverboden.